# 合唱猶太會堂 (布列斯特)

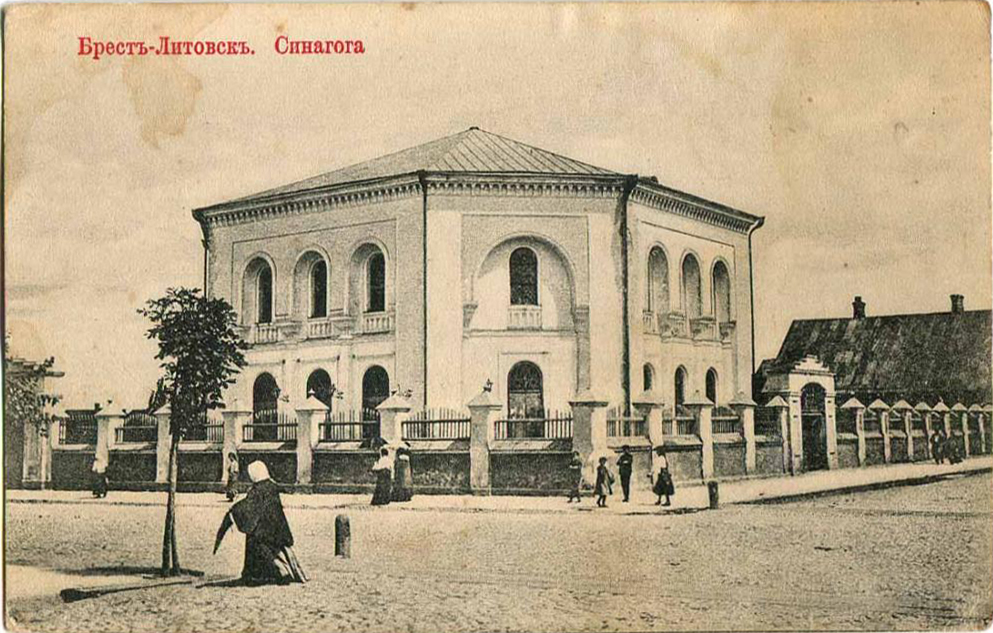
20世紀初期的合唱猶太會堂

合唱猶太會堂（Choral Synagogue），又名大猶太會堂，是白俄羅斯城市布列斯特的一座猶太會堂。這座猶太會堂竣工於1862年，在二戰之前作為猶太會堂使用。